# Barnneuropsykiatriska kliniken
Barnneuropsykiatriska kliniken (BNK) är en klinik vid Sahlgrenska Universitetssjukhuset i Göteborg som är specialiserad på barnneuropsykiatriska tillstånd såsom autismspektrumstörningar, ADHD, DAMP och Tourettes syndrom.